# Milo (Missouri)
Milo és una població dels Estats Units a l'estat de Missouri. Segons el cens del 2000 tenia 84 habitants.

## Demografia
Segons el cens del 2000, Milo tenia 84 habitants, 32 habitatges, i 23 famílies. La densitat de població era de 405,4 habitants per km².
Dels 32 habitatges en un 37,5% hi vivien nens de menys de 18 anys, en un 56,3% hi vivien parelles casades, en un 9,4% dones solteres, i en un 28,1% no eren unitats familiars. En el 21,9% dels habitatges hi vivien persones soles el 15,6% de les quals corresponia a persones de 65 anys o més que vivien soles. El nombre mitjà de persones vivint en cada habitatge era de 2,63 i el nombre mitjà de persones que vivien en cada família era de 3,09.
Per edats la població es repartia de la següent manera: un 33,3% tenia menys de 18 anys, un 7,1% entre 18 i 24, un 23,8% entre 25 i 44, un 26,2% de 45 a 60 i un 9,5% 65 anys o més.
L'edat mediana era de 34 anys. Per cada 100 dones de 18 o més anys hi havia 93,1 homes.
La renda mediana per habitatge era de 23.125 $ i la renda mediana per família de 28.333 $. Els homes tenien una renda mediana de 20.750 $ mentre que les dones 23.125 $. La renda per capita de la població era d'11.887 $. Entorn del 13,6% de les famílies i el 15,4% de la població estaven per davall del llindar de pobresa.

## Poblacions més properes
El següent diagrama mostra les poblacions més properes.